# Металлическая месса
Металлическая месса (фин. Metallimessu) — новый вид музыкального сопровождения литургии в Евангелическо-лютеранской церкви Финляндии, при котором песнопения и части богослужения исполняются под аккомпанемент тяжёлой металлической музыки.

## История
Идея подобной литургической деятельности родилась в результате общения пяти поклонников металлической музыки, среди которых трое являлись служителями Церкви Финляндии (пасторы Хака Кекяляйнен и Юкка Валкама и министрант Микко Саари) и двух начинающих музыкантов — Маркус Корри
и Юхани Палттала. В первый раз подобное богослужение было проведено 29 июня 2006 года в церкви Темппелиаукио накануне ежегодного фестиваля тяжёлого рока Tuska.
После данного события эта литургия начала регулярно проводиться в разных церквях Финляндии, при этом на собрания приходили сотни людей.

## Альбом
В 2008 году был выпущен диск Metallimessu, в записи которого приняли участие музыканты Тааге Лайхо (Kilpi), Вилле Туоми (Suburban Tribe), Танья Лайнио (Lullacry), Туомас Ниеминен (Adamantra), Юхани Мухонен (Sorrowind) и Хейкки Пёюхия (Twilightning). Альбом занял 12 место в национальном хит-параде, а всего находился в Top-40 около 3 недель.
1. Libera Me (intro)
2. Siunaus
3. Tiellä Ken Vaeltaa
4. Saviruukku
5. Johannes 3:16
6. Herra Elämääni
7. Käyn Aina Kohti Kuolemaa
8. Herra Kädelläsi
9. Job 41
10. Kosketa Minua Henki
11. Käy Yrttitarhasta Polku
12. Joutukaa Sielut On Aikamme Kallis
13. Isä Meidän (Отче наш)
14. On Autuas Ken Jeesusta
15. Jumalan Karitsa
16. Ken Tahtoo Käydä Herran Askelissa
17. Herraa Hyvää Kiittäkää
18. Herran Siunaus